# George du Maurier
George du Maurier (født 6. marts 1834, død 8. oktober 1896) var en engelsk forfatter og tegner, bedst kendt for den gotiske roman Trilby.

## Liv
George Louis Palmella Busson du Maurier blev født i Paris. I 1860'erne flyttede han til London og blev gift med englænderinden Emma Wightwick. Fra 1865 arbejdede han for ugebladet Punch.